# Затворена средна незакръглена гласна
Затворената средна незакръглена гласна е гласен звук, срещан в някои говорими езици и представян в международната фонетична азбука със символа ɨ. Той е сходен българския звук, обозначаван с „и“, но изговорен с по-задно разположение на езика. Затворената средна незакръглена гласна се използва в езици като мандарин (吃, [tʂʰɨ˥]), румънски (înot, [ɨˈn̪o̞t̪]), руски (ты, [t̪ɨ]).